# واسیلی بوتوسوف
واسیلی بوتوسوف (روسی: Василий Павлович Бутусов؛ ۷ فوریهٔ ۱۸۹۲ – ۲۸ سپتامبر ۱۹۷۱) بازیکن فوتبال اهل روسیه بود.
وی همچنین در تیم ملی فوتبال امپراتوری روسیه بازی کرده‌است.